# داوید اوستروسکی
داوید اوستروسکی وینوگراد (اسپانیایی: David Ostrosky Winograd‎؛ زادهٔ ۱۳ سپتامبر ۱۹۵۶) بازیگر سینما و تلویزیون اهل مکزیک است. پدر او لیتوانیایی-اوکراینی و مادرش لهستانی است. وی از سال ۱۹۸۴ تا کنون در حال فعالیت هنری است.
از فیلم‌ها یا مجموعه‌های تلویزیونی که وی در آن‌ها نقش داشته‌است، می‌توان به چهره فرشته کوچک، مثل آب برای شکلات، تِـرِسا و رو در رو: اوئاسیس اشاره نمود.